# Кубичная, Ксения Сергеевна
Ксения Сергеевна Кубичная (6 марта 1999) — белорусская футболистка, полузащитница и сборной Белоруссии.
Первый тренер Наталья Леонидовна Ласточкина, до футбола в жизни Кубичной была академическая гребля.
В первой половине сезона 2021 года выступала за российский клуб «Рязань-ВДВ», затем вернулась в «Минск», в 2023 году перешла в «Динамо-БГУФК», в 2024 году на один сезон — в московское «Динамо».

## Достижения
командные
- Чемпионат Белоруссии по футболу среди женщин
  - чемпион: 2023
  - серебряный призёр: 2018, 2020, 2021, 2022
- Кубок Белоруссии по футболу среди женщин
  - обладатель: 2023
  - финалист (3): 2018, 2019, 2020
- Суперкубок Белоруссии по футболу среди женщин
  - обладатель (2): 2020, 2023
  - финалист (1): 2019

личные
- участник 1/16 Лиги чемпионов (2020)

## Командная статистика
| Выступление      | Выступление      | Выступление      | Лига | Лига | Кубок | Кубок | Суперкубок | Суперкубок | Еврокубки | Еврокубки | Итого | Итого |
| Клуб             | Лига             | Сезон            | Игры | Голы | Игры  | Голы  | Игры       | Голы       | Игры      | Голы      | Игры  | Голы  |
| ---------------- | ---------------- | ---------------- | ---- | ---- | ----- | ----- | ---------- | ---------- | --------- | --------- | ----- | ----- |
| Ислочь-РГУОР     | высшая           | 2016             | 10   | 2    | 2     | 0     | —          | —          | —         | —         | 12    | 2     |
| Ислочь-РГУОР     | высшая           | 2017             | 17   | 4    | 4     | 0     | —          | —          | —         | —         | 21    | 4     |
| Ислочь-РГУОР     | высшая           | 2018             | 20   | 3    | 5     | 2     | —          | —          | —         | —         | 25    | 5     |
| Ислочь-РГУОР     | высшая           | 2019             | 17   | 8    | 4     | 1     | 1          | 0          | —         | —         | 22    | 9     |
| Ислочь-РГУОР     | Итого            | Итого            | 64   | 17   | 15    | 3     | 1          | 0          | —         | —         | 80    | 20    |
| Минск            | высшая           | 2020             | 18   | 5    | 3     | 1     | 1          | 1          | 4         | 1         | 26    | 8     |
| Минск            | Итого            | Итого            | 18   | 5    | 3     | 1     | 1          | 1          | 4         | 1         | 26    | 8     |
| Рязань-ВДВ       | высшая           | 2021             | 9    | 0    | —     | —     | —          | —          | —         | —         | 9     | 0     |
| Рязань-ВДВ       | Итого            | Итого            | 9    | 0    | —     | —     | —          | —          | —         | —         | 9     | 0     |
| Минск            | высшая           | 2021             | 11   | 2    | —     | —     | —          | —          | —         | —         | 11    | 2     |
| Минск            | высшая           | 2022             | 2    | 0    | —     | —     | —          | —          | —         | —         | 2     | 0     |
| Минск            | Итого            | Итого            | 13   | 2    | —     | —     | —          | —          | —         | —         | 13    | 2     |
| Динамо-БГУФК     | высшая           | 2023             | 29   | 4    | —     | —     | —          | —          | —         | —         | 29    | 4     |
| Динамо-БГУФК     | Итого            | Итого            | 29   | 4    | —     | —     | —          | —          | —         | —         | 29    | 4     |
| Динамо (Москва)  | высшая           | 2024             | 8    | 0    | —     | —     | —          | —          | —         | —         | 8     | 0     |
| Динамо (Москва)  | Итого            | Итого            | 8    | 0    | —     | —     | —          | —          | —         | —         | 8     | 0     |
| Всего за карьеру | Всего за карьеру | Всего за карьеру | 141  | 28   | 18    | 4     | 2          | 1          | 4         | 1         | 165   | 34    |

## Примечание
1. ↑  Ксения Кубичнаяи. fcisloch.by. Дата обращения: 21 августа 2019.
2. ↑  Ксения Кубичная подписала контракт с «Динамо». w.fcdm.ru. Архивировано 4 марта 2024. Дата обращения: 4 марта 2024.